# Bodfeld
Bodfeld era un pequeño palacio o pabellón real (en alemán: Königspfalz) que se estableció principalmente con fines de caza y, cuando surgió la ciudad de Elbingerode, para la administración de la extracción de mineral en el Harz central que sustentaba el poder de los reyes y emperadores otones y salios en la Europa medieval. El término Bodfeld también se utiliza para describir una zona de bosque que se encuentra predominantemente al sur de Elbingerode.

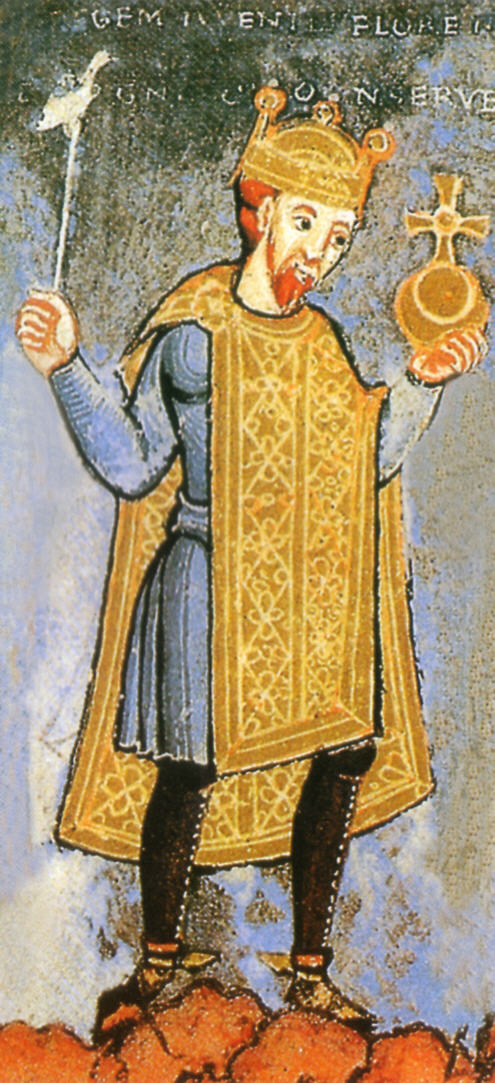
Enrique III, miniatura de alrededor de 1040

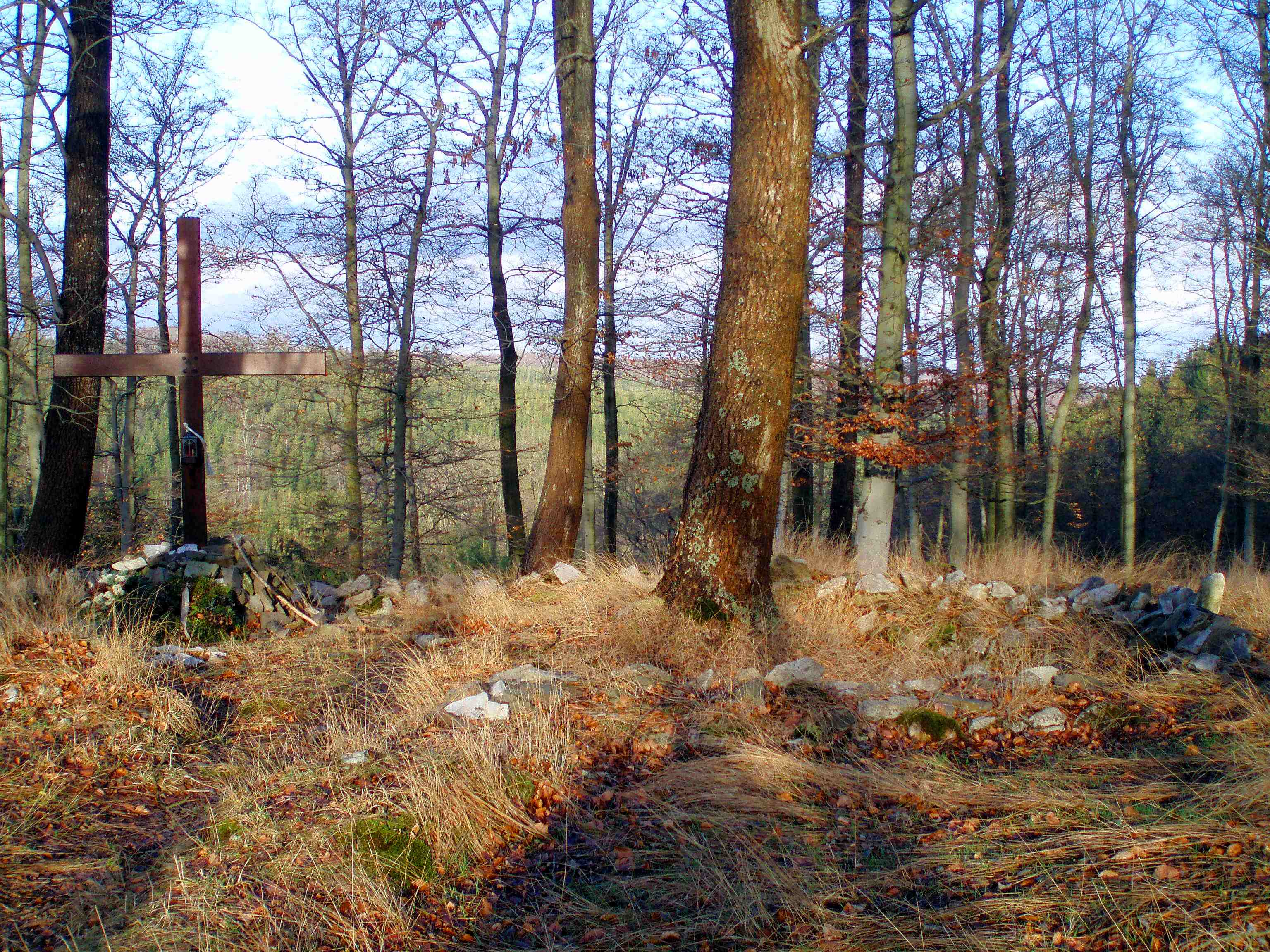
El pabellón de caza en la actualidad

Hoy en día, se sospecha que las ruinas del legendario "palacio" de Bodfeld se encuentran en un espolón llamado Schloßkopf al norte de Elbingerode.

## Historia
Los documentos que se conservan registran al menos 17 ocasiones en las que reyes o emperadores se alojaron en Bodfeld mientras cazaban en el Harz. Enrique I se alojó en Bodfeld varias veces, por ejemplo, enfermó aquí en 935. Otón I caracterizó a Bodfeld en 936 como pabellón de caza (Jagdhof), visitó Bodfeld al menos tres veces y Otón II cuatro veces. Otón III pasó al menos 14 días en Bodfeld en 991 junto con su abuela, Adelheid, y lo visitó nuevamente en 995. Conrado II se registró allí una vez, y Enrique III al menos cuatro veces. El último documento emitido por él fue escrito en Bodfeld (28 de septiembre de 1056). Enrique III murió en Bodfeld después de siete días de enfermedad el 5 de octubre de 1056 en presencia del Papa y de muchos príncipes imperiales. Enrique IV se convirtió en Rey de romanos en Bodfeld en 1056.
Hacia finales del siglo XIII, el pabellón de caza real de Bodfeld y su ubicación exacta cayeron en el olvido. Sin embargo, gracias a la investigación intensiva de Paul Höfer, los recuerdos de Bodfeld revivieron a finales del siglo XIX. En vista del topónimo Königshof (Königshütte desde 1936, cuando se fusionó con Rothehütte), creía erróneamente que era el Königsburg en una colina rocosa sobre la confluencia del Warme y Kalte Bode. Publicó esto varias veces en la revista de historia y arqueología de la Asociación Harz. Otros apoyaron su punto de vista, incluido C. Schuchhardt en su publicación de 1924, Fortalezas del Período Histórico Temprano en Baja Sajonia. En 1933, el investigador del castillo, Paul Grimm, demostró que el Königsburg nunca podría haber existido en la era de los reyes sajones, sino que se construyó más tarde, para lo que se basaba en el hecho de que en las excavaciones del Königsburg no se había encontrado ningún rastro de cerámica roja. En el período previo a esto, Schuchhardt ya había cambiado de opinión en 1931.
Grimm sospechaba que Bodfeld estaba en el otro lado norte del río Bode, en las cercanías o en el sitio del pueblo abandonado de Lüttgen-Bodfeld, cuya iglesia, San Andrés, había sido descubierta en el siglo XIX. Sin embargo, no llegó a una conclusión definitiva y escribió: "La confirmación de la ubicación exacta del pabellón de caza Bodfeld sigue siendo objeto de nuevas investigaciones". En 1940, el diplomático Carl Erdmann también cuestionó la tesis de Höfer y estuvo de acuerdo con Grimm. Otros investigadores, como Friedrich Stolberg, autor del trabajo estándar publicado por primera vez en 1967, Fortificaciones en el Harz y sus alrededores desde la historia temprana hasta el período moderno, siguieron su ejemplo y escribieron: "El Königsburg cerca de Königshütte no está directamente relacionado con el pabellón real de caza en Bodfeld en el otro lado del Bode". La tecnología aportsada por la fotografía aérea infrarroja más moderna y el análisis arqueológico más reciente de los artefactos de piedra excavados han confirmado la presencia -hasta ahora sospechada- de una residencia real del período otoniano en el Schloßkopf por los tramos superiores del Teufelsbach en el valle Drecktal al noreste de Elbingerode. Esta bien podría ser la residencia real de Bodfeld que, característicamente para el período de su construcción, fue construida sobre un espolón de la colina aunque el río Bode, que dio nombre a la logia, está a unos cuatro o cinco kilómetros de aquí. Sin embargo, eso parece ser irrelevante porque el Bodfeld medieval era un área extensa de territorio.
En términos de su diseño, el sitio en Schloßkopf se asemeja al Pfalz de Grone diseñado por Enrique I. Basado en los registros escritos de Henry, Carl Erdmann describió al rey, que fue enterrado en Quedlinburg, como el dueño de Bodfeld y demuestra que "Bodfeld no puede considerarse que tenga el carácter político de un 'Pfalz'". Esto subraya el hecho de que los monarcas residentes en Bodfeld evidentemente no vinieron aquí para celebrar una fiesta importante de la iglesia, como siempre lo hicieron en otros lugares, como Quedlinburg, Magdeburgo o Goslar. En 1967, Friedrich Stolberg, sin embargo, señaló que este sitio estaba relacionado con pabellones de caza sajones, como Siptenfelde, y su proximidad al Königsstieg ("Camino del Rey") sugiere que hay una conexión. Con toda probabilidad, también hubo un vínculo entre este pabellón de caza (Jagdhaus) mencionado en 1483 y 1531 y el pueblo de Erdfeld en la antigua carretera militar de Halberstadt, mencionado en 1343 en una escritura del Conde de Regenstein y que se encuentra a solo 1 kilómetro y medio de distancia. Erdfeld fue abandonado a finales de la Edad Media a favor de la cercana Elbingerode.
De Heinz A. Behrens, historiador y arqueólogo de la construcción, que realizó la investigación más reciente, tenemos ahora una imagen reconstruida de todo el sitio gracias a estudios arqueológicos y geoeléctricos. Hay un panel de información en el sitio que muestra que el albergue era extenso pero defendible; tenía una capilla, dos torres redondas, un gran salón, un segundo salón de actos, otros edificios residenciales, una caseta de entrada y muros de piedra en ambos lados.

## Bosque de Bodfeld
Bodfeld es también el nombre de un área de bosque que Enrique II cedió a la abadía de Gandersheim en 1009 como parte de un intercambio. Sus límites se pueden deducir de una carta de la abadesa Sofía de Gandersheim que data del año 1319 d. C. De acuerdo con esto, esta área de bosque se extendía desde Braunlage en el oeste hasta Elbingerode en el noreste y Stiege y Beneckenstein en el sur.

## Otros pabellones de caza en el Harz
- Siptenfelde: Otón I emite aquí documentos dos veces
- Hasselfelde: Enrique III se quedó aquí al menos dos veces